# Hans Henning Ørberg
Hans Henning Ørberg (21. april 1920 i Andst – 17. februar 2010 i Grenaa) var en dansk gymnasielærer i engelsk, fransk og latin, og han skrev en revolutionerende lærebog i latin, Lingua Latina per se illustrata, »latin efter naturmetoden«, som gjorde ham internationalt kendt.

## Karriere
H.H. Ørberg var søn af sognepræst Carl Emil Ørberg og hustru Frida Therkelsen Nyborg. Han voksede op i Seest ved Kolding og blev nysproglig student fra Kolding Gymnasium i 1938. I 1946 blev Ørberg cand.mag. fra Københavns Universitet med engelsk som hovedfag og fransk og latin som bifag; men det blev bifaget latin, han blev kendt for gennem sit engagement i latin efter naturmetoden.
Ørberg arbejdede som stenografiassistent i Rigsdagen 1940-45 og var vikar ved forskellige københavnske skoler 1946-50; han var lærer ved N. Zahles faglærerkursus 1947-49 og timelærer ved Statens Studenterkursus 1950. Endelig blev han adjunkt ved Stenhus Kostskole 1. august 1951. Han var ansat ved Naturmetodens Sproginstitut 1. januar 1953 til 31. august 1962. Timelærer ved Ordrup Gymnasium 1. august 1961 og adjunkt 1. august 1962. Fra 1. august 1963 til 1. august 1989 underviste han på Grenå Gymnasium, først som adjunkt og dernæst lektor.

## Latin efter naturmetoden
Under sin ansættelse på Naturmetodens Sproginstitut, som havde specialiseret sig i korrespondancekurser i engelsk og andre hovedsprog, skrev Ørberg en ny lærebog i latin, Lingua Latina secundum naturae rationem explicata (1955), opdelt i en række lektionshæfter.  I 1990 moderniserede han systemet og ændrede titlen til Lingua Latina per se illustrata.  Efter at være gået på pension ledede han forlaget Domus Latina og forelæste i Europa og USA om naturmetoden; og i Latinlærerforeningen i Danmark var han en gerne benyttet foredragsholder.